# 대구감삼초등학교
대구감삼초등학교 (大邱甘三初等學校)는 대한민국 대구광역시에 있는 공립 초등학교이다.

## 역사
- - 1985년 1월 18일 : 학교설립인가(9학급)
  - 1985년 3월 2일 : 초대 장창록 교장 부임 / 개교(9학급 편성)
  - 1993년 3월 1일 : 대구직할시 교육청지정 시범학교(과학교육; 2년)
  - 1999년 12월 1일 : 제3회 음악발표대회 합창부문 최우수(대구광역시교육감)
  - 2000년 3월 22일 : 제29회 소년체육대회 체조부 준우승(대구광역시교육감)
  - 2004년 12월 30일 : 대구광역시교육청 창의성교육실적물 최우수(대구광역시교육감)
  - 2005년 3월 1일 : 대구광역시교육청지정시범학교(방과후학교운영; 2년)
  - 2006년 6월 29일 : 저학년 방과후교육활동 시범학교 합동공개
  - 2006년 10월 1일 : 과학실(1실), 도서실(3실) 현대화사업
  - 2006년 11월 11일 : 소년체전 및 전국체전 대비평가전 체조부 3위
  - 2006년 12월 11일 : 창의성교육 실적물 전시회 우수상(교육감상)
  - 2007년 3월 1일 : 제9대 정창호 교장 부임
  - 2007년 3월 24일 : 2007 대구광역시 소년체육대회 여체조부 3위 (교육감상)
  - 2007년 8월 29일 : 2007 방과후학교 운영 경진대회 장려(교육감상)
  - 2007년 11월 7일 : 2007 대구광역시 교육감배 학교스포츠클럽 육상경기대회 남초부 종합3위
  - 2007년 12월 3일 : 제5회 창의성 교육 우수 실적물 전시회 장려(교육감상)
  - 2008년 2월 21일 : 제22회 졸업식(191명; 통산 6,344명)
  - 2008년 3월 1일 : 26학급 편성
  - 2009년 2월 13일 : 제23회 졸업식(176명; 통산 6,520명)
  - 2009년 3월 1일 : 26학급 편성
  - 2009년 9월 1일 : 제10대 하태은 교장 부임
  - 2010년 2월 28일 : 제24회 졸업식(181명; 통산 6,701명)
  - 2010년 3월 1일 : 23학급 편성
  - 2010년 12월 5일 : 학교평가 우수학교상 수상 (대구광역시교육감)
  - 2010년 12월 16일 : 대구광역시 과학전람회 우수교상 수상 (대구광역시교육감)
  - 2011년 2월 11일 : 학예발표회 및 샘누리관 개관식
  - 2011년 2월 14일 : 창의적 체험활동 계획서 우수교 선정
  - 2011년 2월 16일 : 제25회 졸업식(127명; 통산 6,828명)
  - 2011년 3월 1일 : 19학급 편성
  - 2011년 11월 25일 : 제1회 교내 문화 기악 경연대회
  - 2011년 12월 21일 : 주제가 있는 학교특색 경영 최우수교 선정
  - 2012년 2월 16일 : 제26회 졸업식(116명; 통산 6,944명)
  - 2012년 3월 1일 : 20학급 편성

## 같이 보기
- 대구감삼초등학교 축구단